# Immigration italienne au Luxembourg
L’histoire démographique de l’Italie a témoigné une émigration constante depuis l’unification du pays en 1861. De l’autre côté, le Luxembourg a un besoin accru de main d’œuvre étrangère, surtout après 1880, comme le marché de travail national n’en peut pas fournir assez. Ainsi, des flux migratoires de travailleurs italiens, qui ont fortement varié en fonction de raisons sociales et politiques, se sont dirigés vers le Luxembourg au XXe siècle. Pendant quelques décennies, ils ont formé le groupe étranger le plus important au Grand-Duché. C’est seulement depuis 1980 que les Portugais ont dépassé le nombre d’Italiens et constituent le plus grand groupe étranger au Luxembourg.

## Histoire
À partir des années 1880, le Luxembourg a eu un besoin accru de main-d’œuvre introduite par le démarrage de l’industrialisation. Ceci a provoqué une forte immigration dans les années 1890 de la part des travailleurs italiens, dont le nombre présent au Grand-Duché a augmenté de 439 en 1890 à 7 432 en 1900. Il s’agit surtout d’ouvriers non-qualifiés, d’hommes jeunes, souvent célibataires, qui arrivent seuls et qui restent que quelques saisons, avant de rentrer en Italie chez leur famille. Les migrants travaillent essentiellement dans la sidérurgie. Après le déclenchement de la Première Guerre mondiale, ils retournent rapidement dans leurs familles en Italie.
Après la guerre, le flux migratoire des travailleurs italiens ne reprend pas tout de suite. Comme la crise économique est prolongé (entre autres à cause de la fin du Zollverein), l’État luxembourgeois met en place des mesures contre le chômage des ouvriers luxembourgeois et limite l’immigration d’ouvriers étrangers. Ces derniers reviennent que lentement et le nombre des migrants italiens augmente de 6 170 en 1922 à 10 050 en 1930. Deux raisons principales causent cette augmentation : D’un côté, il y a une situation de prospérité au Luxembourg dès 1923 et le Grand-Duché nécessite de nouveau de la main d’œuvre, pendant que la situation économique après-guerre en Italie est moins favorable. De l’autre côté, un nombre important d’Italiens quittent leur patrie après l’instauration du pouvoir fasciste en 1922. Cependant, à part de la sidérurgie, les ouvriers italiens travaillent de plus en plus dans l’artisanat et le bâtiment. En 1931, le nombre de migrants diminue encore une fois à cause de la crise économique mondiale.
Lorsque les ouvriers italiens ont dû retourner dans leur pays de naissance à cause de la Seconde Guerre mondiale, ils reviennent après-guerre et constituent même le groupe étranger le plus grand au Luxembourg et travaillent de nouveau surtout dans la sidérurgie. Cependant, des tensions sont apparues entre l’État italien et l’État luxembourgeois, comme ce dernier essaye de freiner la migration, car il veut installer le même modèle migratoire comme avant-guerre, avec une forte circulation des travailleurs qui ne restent que quelques saisons et partent par la suite. Toutefois, pour stabiliser le nombre d’ouvriers au Luxembourg, le gouvernement introduit un nombre de lois et règlementations pour favoriser une intégration familiale et durable et les travailleurs ont finalement le droit d’emmener leurs familles au Luxembourg. Néanmoins, le nombre d’ouvriers italiens commence à se ralentir dans les années 1960 et commence même à baisser par la suite. Ceci est dû principalement à deux causes : les travailleurs sont attirés par la République Fédérale d’Allemagne et par le nord de l’Italie qui témoigne une reprise économique.